# Suimanga d'Angola
El suimanga d'Angola (Cinnyris ludovicensis) és un ocell de la família dels nectarínids (Nectariniidae).

## Hàbitat i distribució
Habita els boscos de les muntanyes per sobre dels 1800 m, a l'oest i sud-oest d'Angola.

## Taxonomia
Ha estat considerat coespecífic de Cinnyris whytei, que va ser separat arran els treballs de Bowie et al. 2016.